# 高林敏巳
高林 敏巳（たかばやし としみ、1905年9月26日 - 1993年7月26日  ）は、日本の経営者。三井金属鉱業社長を務めた。静岡県浜松市出身。

## 来歴・人物
旧制静岡県立榛原中学校、旧制第八高等学校を経て、1928年に東京帝国大学工学部鉱山学科を卒業し、同年に三井鉱山に入社。1951年に三井金属鉱業に転じ、1952年に取締役に就任し、1956年に常務を経て、1958年11月に副社長に就任し、1964年5月には社長に昇格した。1970年4月に会長に就任し、1974年5月までに務めた。経済団体連合会、日本経営者団体連盟各常任理事も務めた。
1965年10月に藍綬褒章を受章し、1976年11月に勲一等瑞宝章を受章した。
1993年7月26日呼吸不全のため死去、87歳没。